# Linyi
För andra betydelser, se Linyi (olika betydelser).
Linyi är en stad på prefekturnivå i södra Shandong-provinsen, Kina. Den ligger omkring 180 kilometer sydost om provinshuvudstaden Jinan.

## Administrativ indelning
Linyi består av tre stadsdistrikt och nio härader:
- Stadsdistriktet Lanshan (兰山区), 660 km², 870 000 invånare;
- Stadsdistriktet Luozhuang (罗庄区), 371 km², 420 000 invånare;
- Stadsdistriktet Hedong (河东区), 728 km², 600 000 invånare;
- Häradet Tancheng (郯城县), 1 307 km², 970 000 invånare;
- Häradet Lanling (兰陵县), 1 800 km², 1,18 miljoner invånare;
- Häradet Junan (莒南县), 1 752 km², 990 000 invånare;
- Häradet Yishui (沂水县), 2 435 km², 1,11 miljoner invånare;
- Häradet Mengyin (蒙阴县), 1 602 km², 530 000 invånare;
- Häradet Pingyi (平邑县), 1 825 km², 980 000 invånare;
- Häradet Fei (费县), 1 894 km², 920 000 invånare;
- Häradet Yinan (沂南县), 1 774 km², 910 000 invånare;
- Häradet Linshu (临沭县), 1 038 km², 630 000 invånare.

## Klimat
Genomsnittlig årsnederbörd är 1 105 millimeter. Den regnigaste månaden är juli, med i genomsnitt 330 mm nederbörd, och den torraste är januari, med 6 mm nederbörd.

## Kända personer från staden
- Wang Xizhi (303 - 361), kinesisk kalligraf från Jindynastin;
- Chen Guangcheng, (född 1971), kinesisk dissident;
- Kai Johan Jiang, (född 1965), kinesisk företagare.

## Systerstäder
- USA Tifton, Georgia
- Grekland Patras